# Blîjnie, Feodosia
Blîjnie (în ucraineană Ближнє) este un sat în comuna Nasîpne din orașul regional Feodosia, Republica Autonomă Crimeea, Ucraina.

## Demografie
Componența lingvistică a localității Blîjnie
     Rusă (72,48%)
     Tătară crimeeană (19,66%)
     Ucraineană (6,01%)
     Alte limbi (0,41%)
Conform recensământului din 2001, majoritatea populației localității Blîjnie era vorbitoare de rusă (72,48%), existând în minoritate și vorbitori de tătară crimeeană (19,66%) și ucraineană (6,01%).